# Сант'Елија (Пескара)
Сант'Елија (итал. Sant'Elia) је насеље у Италији у округу Пескара, региону Абруцо.
Према процени из 2011. у насељу је живело 53 становника. Насеље се налази на надморској висини од 660 м.